# Мар'їнське (Амвросіївський район)
Мар'їнське — колишнє село в Амвросіївському районі Донецької області. Донецька обласна рада рішенням від 7 квітня 2005 року у Амвросіївському районі виключила з облікових даних село Мар'їнське Василівської сільради.